# Balta parvula
Balta parvula es una especie de cucaracha del género Balta, familia Ectobiidae.

## Distribución
Esta especie se encuentra en islas Mascareñas, archipiélago de las Comoras, Seychelles y archipiélago de Chagos.